# Denise Boyd
Denise Margaret Boyd, geb. Robertson, (* 15. Dezember 1952) ist eine ehemalige australische Sprinterin.
Bei den British Commonwealth Games 1974 in  Christchurch gewann sie Bronze über 100 m, Silber über 200 m und siegte in der 4-mal-100-Meter-Staffel.
1976 kam sie bei den Olympischen Spielen in Montreal über 200 m auf den siebten und in der 4-mal-100-Meter-Staffel auf den fünften Platz. Über 100 m erreichte sie das Viertelfinale.
Beim Leichtathletik-Weltcup 1977 in Düsseldorf wurde sie Siebte über 100 m und Sechste über 200 m. Im Jahr darauf gewann sie bei den Commonwealth Games 1978 in Edmonton vier Medaillen: Gold über 200 m, Silber in der 4-mal-400-Meter-Staffel und Bronze über 100 m sowie in der 4-mal-100-Meter-Staffel.
1980 wurde sie bei den Olympischen Spielen in Moskau Siebte über 200 m und gelangte über 100 m ins Halbfinale.
Bei den Commonwealth Games 1982 in Brisbane wurde sie über 200 m und in der 4-mal-100-Meter-Staffel jeweils Vierte und holte Silber in der 4-mal-400-Meter-Staffel. 1983 schied sie bei den Leichtathletik-Weltmeisterschaften in Helsinki über 200 m im Halbfinale und über 400 m im Viertelfinale aus.
Viermal wurde sie Australische Meisterin über 100 m (1974, 1975, 1979, 1980), sechsmal über 200 m (1974, 1975, 1978–1980, 1983) und einmal über 400 m (1983).
Sie ist mit dem ehemaligen Stabhochspringer Ray Boyd verheiratet. Ihre gemeinsamen Kinder Alana Boyd und Matt Boyd sind ebenfalls als Stabhochspringer erfolgreich.

## Persönliche Bestzeiten
- 100 m: 11,35 s, 25. Juli 1980, Moskau (handgestoppt: 11,0 s, 27. Oktober 1973, Sydney)
- 200 m: 22,35 s, 23. März 1980, Sydney
- 400 m: 51,48 s, 19. März 1983, Melbourne